# Dorbod
Huyện tự trị dân tộc Mông Cổ Dorbod (chữ Hán giản thể: 杜尔伯特蒙古族自治县, âm Hán Việt: Đỗ Nhĩ Bá Đặc Mông Cổ tộc Tự trị huyện) là một huyện tự trị thuộc địa cấp thị Đại Khánh, tỉnh Hắc Long Giang, Cộng hòa Nhân dân Trung Hoa. Huyện Đỗ Nhĩ Bá Đặc có diện tích 6427 km², dân số 250.000 người. Mã số bưu chính của huyện Đỗ Nhĩ Bá Đặc là 166200. Chính quyền nhân dân huyện Đỗ Nhĩ Bá Đặc đóng tại trấn Thái Khang. Huyện này được chia thành 4 trấn, 7 hương. 
- Trấn: Thái Khang, Yên Đồng Đồn, Hồ Cát Thổ Mạc, Tha Lạp Cáp.
- Hương: Giang Loan, Nhất Tâm, Khắc Nhĩ Đài, Bạch Âm Nặc Lặc, Yêu Tân, Ba Nhạn Tra Can, Ngao Lâm Tây Bá.